# 150º anniversario della nascita di Gioacchino Rossini

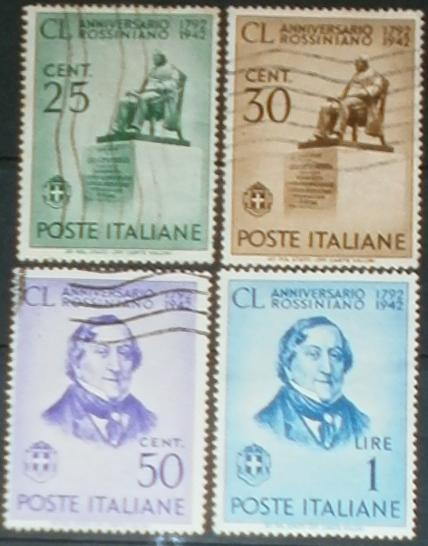
La serie completa, 1942.

La serie del 150º anniversario della nascita di Gioachino Rossini è una serie di francobolli del Regno d'Italia emessa il 23 novembre 1942 per celebrare il grande operista italiano nato il 29 febbraio del 1792 a Pesaro e autore di famosi spartiti quali su tutti Il barbiere di Siviglia e Guglielmo Tell.
I francobolli della serie, stampati in rotocalco in fogli di 40 (x4), hanno come soggetto il monumento dedicato a Gioachino Rossini situato nel conservatorio di Pesaro (valori da 25 e 30 cent) e l'effigie del celebre compositore (valori da 50 cent e 1 lira).
L'uso di questa emissione si è protratto anche nel periodo della Repubblica Sociale Italiana durante il quale l'utilizzo di questi francobolli e considerato molto più raro e di valore rispetto all'utilizzo durante i primi mesi d'emissione. La serie fu posta fuori corso il 31 dicembre 1943 ma qualche valore fu usato tardivamente anche sino al periodo della luogotenenza di Umberto II.

## Valori
- 25 Centesimi, verde
- 30 Centesimi, bruno
- 50 Centesimi, violetto
- 1 lira, azzurro